# Plus Ultra (Flugboot)

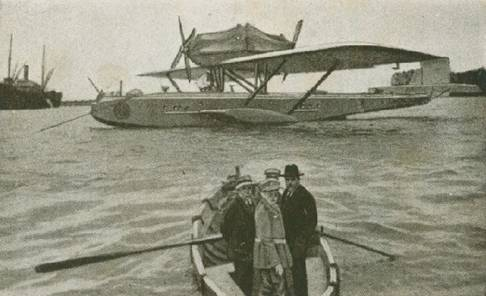
Die Plus Ultra kurz vor dem Abflug in Palos de la Frontera 1926

Flugroute der Plus Ultra

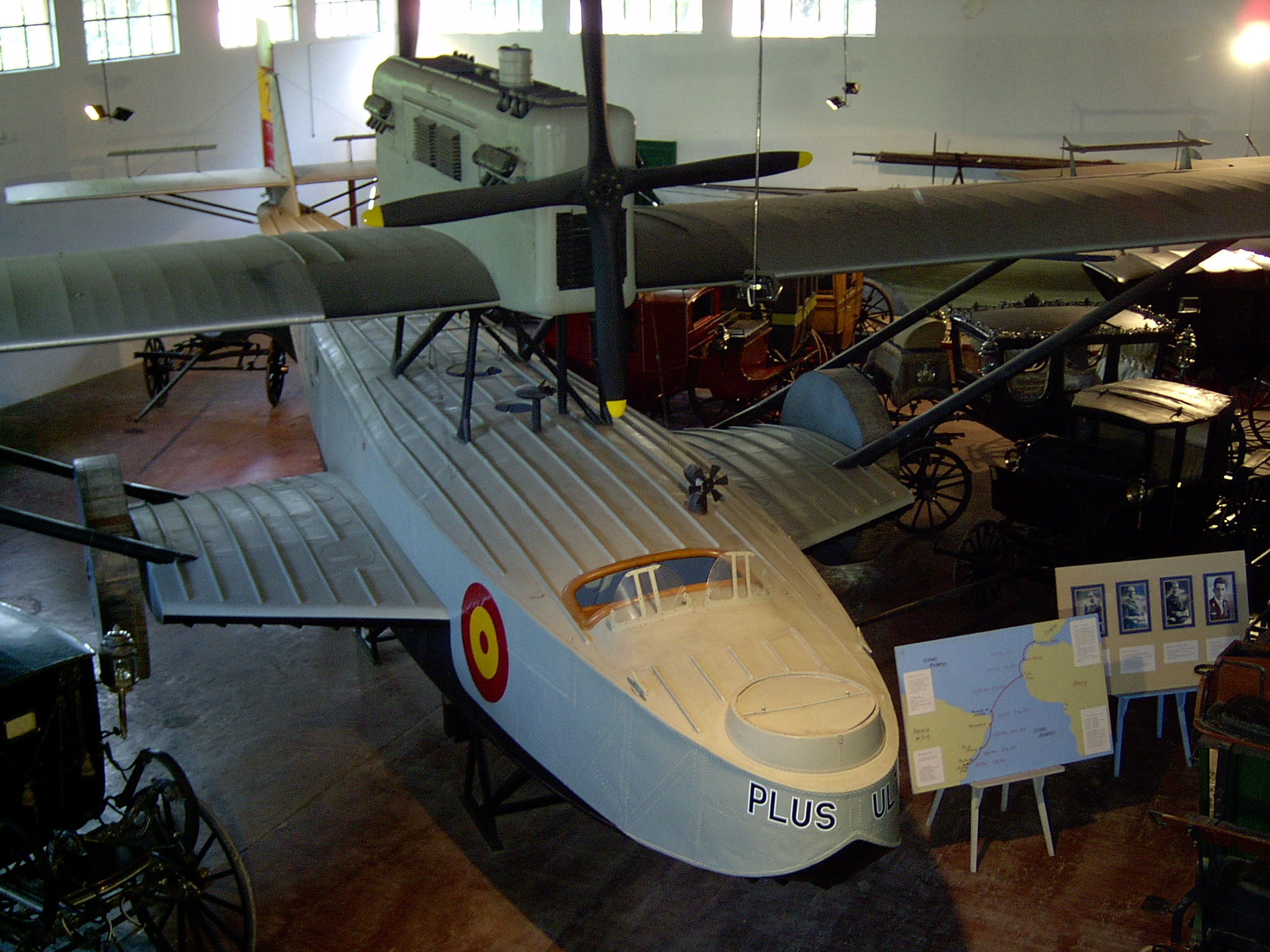
Plus Ultra im Museo de Luján in Argentinien

Plus Ultra ist die Bezeichnung für ein Dornier Wal-Flugboot, das zu den bekanntesten Flugzeugen in der spanischen Luftfahrtgeschichte der 1920er Jahre gehört. Der Name des Flugzeuges wurde nach der Devise des spanischen Wappens Plus Ultra gewählt.

## Geschichte
Die Plus Ultra wurde als sogenannter „Militär-Wal“ (ab 1926/27 als „Do J“ bezeichnet) von dem Dornier-Zweigbetrieb CMASA in Marina di Pisa gebaut, da aufgrund des bis Mai 1922 geltenden Bauverbots und der auch danach noch vorhandenen Beschränkungen, derartige Flugzeuge nur im Ausland durch Strohfirmen hergestellt werden konnten. Bereits 1922/23 hatte Dornier insgesamt sechs Dornier Wal an die spanische Luftwaffe geliefert. Diese Maschinen hatte man anschließend von den sich als unzuverlässig erweisenden Hispano-Suiza-Triebwerken auf Rolls-Royce-Motoren umgerüstet.
Mit der Werknummer 40 gebaut, überführte am 12. November 1925 eine deutsch-spanische Besatzung den mit dem Kennzeichen M-MWAL versehenen Wal von Marina di Pisa nach Barcelona. In der spanischen Luftwaffe erhielt die Maschine, die mit 450 PS leistenden Napier Lion Triebwerken und Vierblattpropellern ausgerüstet war, die Dienstnummer W12. Zur Reichweitenvergrößerung stattete man die Plus Ultra mit einer stark vergrößerten Tankkapazität von 4000 L aus. Das Originalflugboot Plus Ultra befindet sich heute im Museo de Luján in Argentinien und ein späterer Nachbau wird im Luftfahrtmuseum Museo del Aire in Madrid ausgestellt.

## Plus-Ultra-Expedition
Der Flug der Plus Ultra zwischen Spanien und Amerika, mit Ziel Buenos Aires in Argentinien startete am 22. Januar 1926 in Palos de la Frontera in der Provinz Huelva in Andalusien in Südspanien. Die vier Besatzungsmitglieder des Flugbootes waren der Kommandant Ramón Franco, der Kapitän zur See Julio Ruiz de Alda, der Leutnant Juan Manuel Durán und der Mechaniker Pablo Rada, alle Spanier. Am 9. Februar 1926 landete die Plus Ultra nach einer Flugstrecke von 10.270 Kilometern in Buenos Aires. Die reine Flugzeit mit sieben Zwischenlandungen betrug 59 Stunden und 39 Minuten.
Dieser Flug gilt als die bedeutendste Pioniertat der spanischen Luftfahrt. Er erfolgte ein Jahr bevor der US-Amerikaner Charles Lindbergh seinen transatlantischen Einzelflug in der Gegenrichtung durchführte.